# San Diego Country Estates
San Diego Country Estates – jednostka osadnicza w Stanach Zjednoczonych, w stanie Kalifornia, w hrabstwie San Diego.